# Chiggy Wiggy
"Chiggy Wiggy" foi cantada pela cantora pop Kylie Minogue e Sonu Nigam. Os vocais femininos de apoio são dados por Suzanne D'Mello e Phij Adams fez a mixagem de som para a canção. Minogue também fez uma aparição especial no vídeo da música.